# Narcissus enemeritoi
Narcissus enemeritoi là một loài thực vật có hoa trong họ Amaryllidaceae. Loài này được (Sánchez-Gómez & al.) Sánchez-Gómez & al. mô tả khoa học đầu tiên năm 1999.